# Ibi II.
Ibi II. war ein altägyptischer König (Pharao) der 13. Dynastie (Zweite Zwischenzeit). Er wird einzig im Turiner Königspapyrus erwähnt, wo er als 38. König aufgelistet ist.